# Perfect World (島みやえい子のアルバム)
『Perfect World』（パーフェクト・ワールド）は、島みやえい子のメジャー3枚目のミニ・アルバム。

## 概要
アルバムとしては、2008年4月2日に発売した2枚目のアルバム『ひかりなでしこ』から約2年ぶりの作品となる。
本作は初回限定盤はなく、通常盤のみのリリースである、品番はGNCV-1021。また、前作と本作の間にマキシシングルが3枚リリースされているが、それらのタイトル曲は全て未収録となり、カップリング曲のみが収録された。
6曲目「指」を作曲した盛合千鶴子は、島みやが講師を務めるスクールの生徒であり、盛合の書いた楽曲を島みやが気に入り、歌詞をつけた。

## 収録曲
全作詞：島みやえい子
1. Perfect World
  - 作曲：島みやえい子、編曲：Eric Mouquet（DEEP FOREST）
2. Binaural Beat
  - 作曲：島みやえい子、編曲：SORMA No.1
3. 春空
  - 作曲：島みやえい子、編曲：中沢伴行
4. OXISOLS
  - 作曲・編曲：SORMA No.1
5. Dhobi Ghat
  - 作曲：島みやえい子、編曲：京田誠一
6. 指
  - 作曲：盛合千鶴子、編曲：酒井由紀子
7. Sunny Place
  - 作曲：島みやえい子、編曲：酒井由紀子
8. electric universe
  - 作曲・編曲：SORMA No.1
9. day by day
  - 作曲：島みやえい子、編曲：京田誠一